# Juillet 1897

## Événements
- Création du premier syndicat ouvrier au Japon (Rodo kumiai kiseikai) par Fusataro Takano[1].

- 24 juillet :
  - Allemagne : le Reichstag repousse un projet de loi restreignant la liberté de réunion. Le texte présenté par l’empereur Guillaume II d'Allemagne est repoussé à une très courte majorité.
  - Course ouverte aux automobiles et aux motos entre Paris et Dieppe. Jamin s’impose sur une Léon Bollée.

- 25 juillet (résistance des Arméniens) : raid de Khanassor mené par les Dachnaks à partir de la Perse, qui aboutit à la destruction de la tribu kurde Mazrig, responsable du massacre de 800 Arméniens.

## Naissances
- 9 juillet : Jean Cassou, écrivain, français.
- 23 juillet : Valentine Prax, peintre française († 15 avril 1981).

## Décès
- 4 juillet : Amor De Cosmos, premier ministre de la Colombie-Britannique.
- 31 juillet : Auguste Lacaussade, poète français (° 1815).